# Fotballfesten 2017
La Fotballfesten 2017 è stata la 28ª edizione dei premi annuali istituiti dalla Norges Fotballforbund e dalla Norsk Toppfotball, conferiti ai protagonisti del calcio norvegese per la stagione 2017. Le categorie scelte per questa edizione sono state: Årets spiller i Eliteserien (miglior giocatore dell'Eliteserien), Årets spiller i OBOS-ligaen (miglior giocatore della OBOS-ligaen), Årets trener i Eliteserien (miglior allenatore dell'Eliteserien), Årets trener i OBOS-ligaen (miglior allenatore dell'OBOS-ligaen), Årets gjennombrudd (calciatore rivelazione), Årets supporter (miglior tifoso), Årets fotballforbilde (miglior sportivo), Årets mål (miglior rete), Folkets favorittspiller (calciatore preferito dai tifosi) e Kniksens hederspris (premio alla carriera).
I candidati per i titoli di miglior giocatore dell'Eliteserien e dell'OBOS-ligaen sono stati resi noti il 14 novembre 2017, scelti da una giuria composta da Nils Johan Semb, Knut Espen Svegaarden, Kenneth Fredheim, Kjetil Rekdal, Anne Sturød e Roger Risholt. I capitani delle squadre dei due campionati avrebbero votato il loro vincitore.
Il 21 novembre sono stati resi comunicati i candidati per l'Årets trener i Eliteserien. Il 23 novembre quelli per il titolo di Årets trener i OBOS-ligaen.
I risultati sono stati resi noti il 27 novembre. Tore Reginiussen è stato votato come miglior calciatore dell'Eliteserien, Kristian Opseth come miglior calciatore della 1. divisjon, Krépin Diatta come rivelazione dell'Eliteserien, Kåre Ingebrigtsen ed Aasmund Bjørkan sono stati rispettivamente eletti come miglior allenatore dell'Eliteserien e della 1. divisjon. Jakob Glesnes è stato premiato come modello di comportamento, Truls Waaktaar Schøne come miglior tifoso, Sean McDermott è stato votato come calciatore preferito dai tifosi, Åge Hareide è stato premiato alla carriera ed infine Nicklas Bendtner è stato premiato come capocannoniere dell'Eliteserien e per la miglior rete, ai danni del Molde.
Il 20 novembre sono state rivelate le vincitrici per le categorie del calcio femminile, in cui sono state premiate: Årets keeper i Toppserien (miglior portiere della Toppserien), Årets forsvarsspiller i Toppserien (miglior difensore), Årets midtbanespiller i Toppserien (miglior centrocampista), Årets angrepsspiller i Toppserien (miglior attaccante), Årets unge spiller i Toppserien (miglior giovane), Årets spiller i 1.divisjon (miglior giocatrice della 1. divisjon), Årets dommer i Toppserien (miglior arbitro), Årets trener i Toppserien (miglior allenatore) e Årets spiller i Toppserien (miglior giocatrice).

## Candidati

### Årets spiller i Eliteserien
| Candidato         | Club      |
| ----------------- | --------- |
| Nicklas Bendtner  | Rosenborg |
| Ohi Omoijuanfo    | Stabæk    |
| Tore Reginiussen  | Rosenborg |
| Björn Sigurðarson | Molde     |

### Årets spiller i OBOS-ligaen
| Candidato        | Club            |
| ---------------- | --------------- |
| Martin Bjørnbak  | Bodø/Glimt      |
| Kristian Opseth  | Bodø/Glimt      |
| Amahl Pellegrino | Mjøndalen       |
| Niklas Sandberg  | Ullensaker/Kisa |

### Årets gjennombrudd
| Candidato            | Club         |
| -------------------- | ------------ |
| Krépin Diatta        | Sarpsborg 08 |
| Andreas Hanche-Olsen | Stabæk       |
| Tobias Heintz        | Sarpsborg 08 |
| Hugo Vetlesen        | Stabæk       |

### Årets trener i Eliteserien
| Candidato           | Club            |
| ------------------- | --------------- |
| Geir Bakke          | Sarpsborg 08    |
| Lars Bohinen        | Sandefjord      |
| Kåre Ingebrigtsen   | Rosenborg       |
| Christian Michelsen | Kristiansund BK |
| Tor Ole Skullerud   | Strømsgodset    |

### Årets trener i OBOS-ligaen
| Candidato       | Club            |
| --------------- | --------------- |
| Aasmund Bjørkan | Bodø/Glimt      |
| Svein Maalen    | Ranheim         |
| Terje Rognsbø   | Florø           |
| Vegard Skogheim | Ullensaker/Kisa |

### Årets fotballforbilde
| Candidato        | Club         |
| ---------------- | ------------ |
| Jakob Glesnes    | Strømsgodset |
| Azar Karadas     | Brann        |
| Brede Moe        | Bodø/Glimt   |
| Tore Reginiussen | Rosenborg    |

### Årets supporter
| Candidato             | Club         |
| --------------------- | ------------ |
| Audun Arly Lund       | Vålerenga    |
| Kina Johannessen      | Aalesund     |
| Kåre Thorkildsen      | Vålerenga    |
| Truls Waaktaar Schøne | Strømsgodset |

### Årets mål
| Candidato                          | Club      |
| ---------------------------------- | --------- |
| Nicklas Bendtner (contro il Molde) | Rosenborg |

### Folkets favorittspiller
| Candidato               | Club            |
| ----------------------- | --------------- |
| Gjermund Åsen           | Tromsø          |
| Per Kristian Bråtveit   | Haugesund       |
| Bassel Jradi            | Strømsgodset    |
| Flamur Kastrati         | Sandefjord      |
| Frode Kippe             | Lillestrøm      |
| Sean McDermott          | Kristiansund BK |
| Tore Reginiussen        | Rosenborg       |
| Bjørn Helge Riise       | Aalesund        |
| Sondre Rossbach         | Odd             |
| Julian Ryerson          | Viking          |
| Björn Sigurðarson       | Molde           |
| Morten Skjønsberg       | Stabæk          |
| Jonatan Tollås Nation   | Vålerenga       |
| Kjetil Wæhler           | Sogndal         |
| Vito Wormgoor           | Brann           |
| Kristoffer Zachariassen | Sarpsborg 08    |

### Kniksens hederspris
| Candidato   | Club      |
| ----------- | --------- |
| Åge Hareide | Danimarca |

### Calcio femminile
| Premio                             | Vincitrice                 | Club        |
| ---------------------------------- | -------------------------- | ----------- |
| Årets keeper i Toppserien          | Ingrid Hjelmseth           | Stabæk      |
| Årets forsvarsspiller i Toppserien | Theresa Nielsen            | Vålerenga   |
| Årets midtbanespiller i Toppserien | Guro Reiten                | LSK Kvinner |
| Årets angrepsspiller i Toppserien  | Lisa-Marie Karlseng Utland | Røa         |
| Årets unge spiller i Toppserien    | Heidi Elisabeth Ellingsen  | Stabæk      |
| Årets spiller i 1.divisjon         | Camilla Huseby             | Lyn         |
| Årets dommer i Toppserien          | Henrikke Holm Nervik       |             |
| Årets trener i Toppserien          | Hege Riise                 | LSK Kvinner |
| Årets spiller i Toppserien         | Guro Reiten                | LSK Kvinner |